# Platystaphyla
Platystaphyla, en ocasiones erróneamente denominado Platystyphala, es un género de foraminífero planctónico considerado un sinónimo posterior de Planoglobulina de la Subfamilia Heterohelicinae, de la Familia Heterohelicidae, de la Superfamilia Heterohelicoidea, del Suborden Globigerinina y del Orden Globigerinida. Su especie-tipo era Planoglobulina brazoensis. Su rango cronoestratigráfico abarcaba el Cretácico superior.

## Descripción
Platystaphyla incluía especies con conchas flabeliformes biconvexas, inicialmente biseriadas y de forma subcónica, y finalmente multiseriadas irregulares y flabeliformes, con proliferación de cámaras sobre un plano; sus cámaras eran globulares a subglobulares; sus suturas intercamerales eran incididas; su contorno ecuatorial era subtriangular (en abanico) y lobulada; su periferia era redondeada, pero las últimas cámaras podía desarrollar unos rebordes que se fusionaban para crear una cresta periférica continua; presentaban dos aberturas principales a ambos lados de cada cámara en el estadio multiseriado, todas ellas interiomarginales, laterales, y con forma de arco pequeño; presentaban pared calcítica hialina, macroperforada, y superficie estriada a costulada, con estrías y/o costillas longitudinales.

## Discusión
La mayoría de los autores han considerado Platystaphyla un sinónimo subjetivo posterior de Planoglobulina. La principal diferencia propuesta para distinguir Platystaphyla de Planoglobulina es la forma de las cámaras del estadio biseriado inicial, que son lateralmente más anchas, confiriendo a la concha una forma flabeliforme pero lateralmente biconvexa. Clasificaciones posteriores han incluido Platystaphyla en el Orden Heterohelicida.

## Paleoecología
Platystaphyla incluía especies con un modo de vida planctónico, de distribución latitudinal cosmopolita, y habitantes pelágicos de aguas intermedias (medio mesopelágico superior).

## Clasificación
Platystaphyla incluía a la siguiente especie:
- Platystaphyla brazoensis †